# 1834 ve fotografii
Tento článek obsahuje významné fotografické události v roce 1834.

## Události
- William Fox Talbot začal pracovat na kopírování, podařila se mu stálá fotografie jeho vlastním procesem talbotypie. Snažil se trvale uchovat obrazy z cest po Itálii a experimentoval s přístroji camera obscura a camera lucida. Použil obyčejný dopisní papír, který natřel slabým roztokem soli a usušil, poté natřel slabým roztokem dusičnanu stříbrného a opět usušil, čímž vznikla vrstvička chloridu stříbrného. Na takto připravený papír pokládal různé neprůhledné předměty a papír asi půl hodiny ozařoval slunečními paprsky a poté ustálil v silném roztoku kuchyňské soli a později ferrokyanidu draselného a ještě později thiosíranu sodného. Vzniklé negativy nazval sciagrafy – kresbami stínu.[1]

## Narození v roce 1834
- 17. ledna – Hannah Maynardová, kanadská fotografka († 15. května 1918)
- 26. března – Hermann Wilhelm Vogel, německý chemik a fotograf († 17. prosinec 1898)
- březen – Jozef Gutkaiss, slovenský fotograf († po 1913)
- 30. dubna – Albrecht Meydenbauer, německý inženýr a spoluvynálezce fotogrammetrie († 15. listopadu 1921)
- 3. května – Thereza Dillwynová Llewelynová, velšská astronomka a průkopnice vědecké fotografie, její otec byl John Dillwyn Llewelyn († 21. února 1926)
- 8. května – Camille Silvy, francouzský fotograf († 2. února 1910)
- 11. května – Karl Krziwanek, rakouský obchodník s vybavením fotografických ateliérů a majitel litografického podniku „Karl Krziwanek“ († 25. září 1874)
- 24. června – Clément Sans, francouzský fotograf († 29. července 1911)
- 26. června – Walter Bentley Woodbury, britský fotograf a vynálezce († 5. září 1885)
- 17. července – Amory N. Hardy, americký fotograf († 24. února 1911)
- 23. července – Emilio Garreaud, francouzský fotograf, který působil v Peru a Chile († 8. prosince 1875)
- 16. srpna – Josef Löwy, rakouský malíř a dvorní fotograf († 24. března 1902)
- 2. září – Giorgio Sommer, italský fotograf († 7. srpna 1914)
- 5. září – Émile Placet, francouzský fotograf († 12. prosince 1912)
- 18. září – Giuseppe Incorpora, italský fotograf († 14. srpna 1914)
- 19. října – Jacob Olie, nizozemský fotograf aktivní v Amsterdamu († 25. dubna 1905)
- 29. října – Johan Thorsøe, všestranný dánský kreslíř, litograf a fotograf († 5. srpna 1909)
- 30. října – Samuel Bourne, britský fotograf († 24. dubna 1912)
- 11. listopadu – Armand Dandoy, belgický fotograf († 14. července 1898)
- 21. listopadu – Josef Woldan, český fotograf († 17. května 1891)
- 16. prosince – Niels Christian Hansen, dánský malíř portrétů a žánrů, fotograf a bratr průkopnického fotografa Georga Emila Hansena († 25. října 1922)
- ? – Alfred Henry Burton, novozélandský fotograf a spolumajitel firmy Burton Brothers († 2. února 1914)
- ? – Pietro Marubi, albánský malíř a fotograf († 1903)
- ? – Désiré van Monckhoven, belgický fotograf a vynálezce († 1882)